# Montelbaanstoren

De Montelbaanstoren is een Amsterdamse toren uit 1516 aan de Oudeschans 2. De naam is ontstaan doordat de Hertog van Alva (Alba) bij deze toren een kasteel wilde bouwen, en dit kasteel de naam Monte Albano wilde geven. 

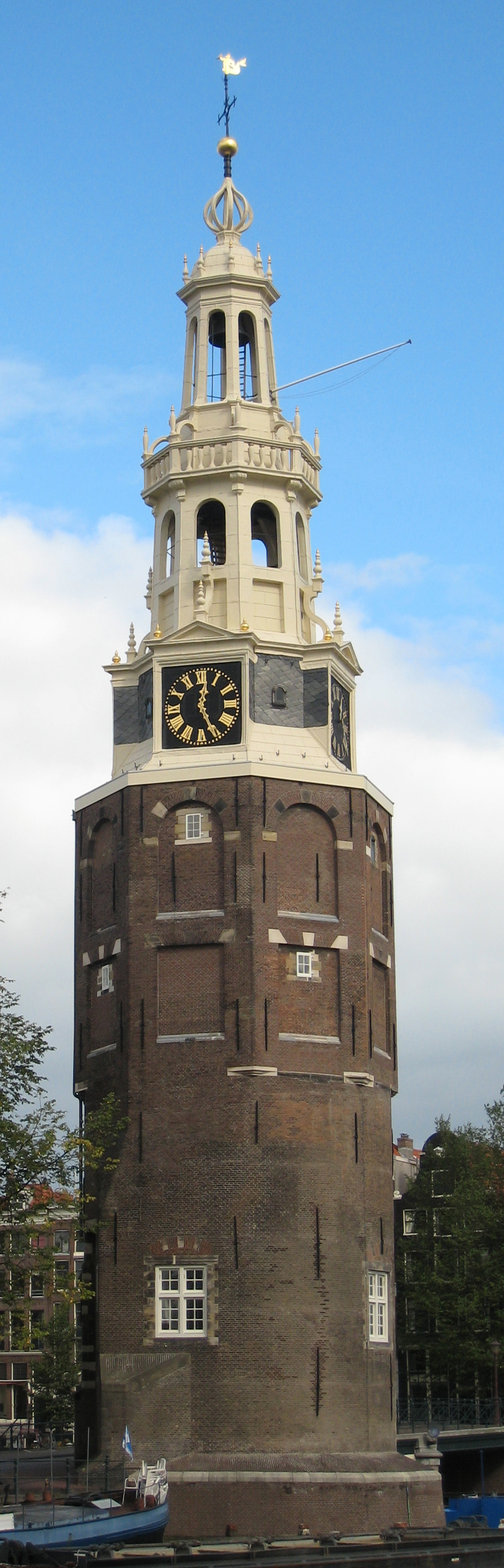
Montelbaanstoren

De toren ging toen Monte-Albaens-tooren heten, dat in de volksmond verbasterde tot Montelbaanstoren. De toren heeft als bijnaam Malle Jaap, omdat de klokken van de toren ooit op onregelmatige tijden spontaan begonnen te spelen.

## Verdedigingswerk
De Montelbaanstoren is gebouwd na een aanval van de hertog van Gelre op de Lastage (waarbij deze volledig werd platgebrand) als uitkijktoren over de Zuiderzee. Hiervoor werd mede aan de oostkant een nieuwe gracht gegraven, de huidige Oude Schans. Waar deze het IJ naderde werd in het kader van de vestingwerken van Amsterdam een uitkijktoren neergezet.

## Nieuwe functie
In 1606 verloor de toren zijn functie. Er werd toen een sierbekroning in renaissancestijl op geplaatst, ontworpen door stadsbouwmeester Hendrick de Keyser. De Montelbaanstoren werd daarmee 48 meter hoog. In de toren kwamen een uurwerk en enkele luidklokken. In 1610 zakte de toren, die gefundeerd was op plaggen (huiden genaamd), scheef. Hij moest toen worden rechtgetrokken, en kreeg een nieuw (stenen) fundament.
Rembrandt, die in de buurt woonde, tekende de toren in 1644, maar zonder de opbouw van De Keyser.
Op een gravure uit 1783 staat als bijschrift: Gezicht van de Mont Albans tooren langs de oude Schans te zien te Amsterdam. Deze is gemaakt door Simon Fokke en uitgegeven door Pieter Fouquet junior.
In 1874 schilderde de Franse impressionist Claude Monet de toren in zijn schilderij Vue de la tour Montalban, Amsterdam.
In 1852 dreigde de toren te worden gesloopt, maar sinds 1878 is het Stadswaterkantoor in de toren gevestigd. Tot 2006 werd hier de afdeling Uitvoering van de sector Waterbeheer van de dienst Riolering en Waterhuishouding gehuisvest. In 2006 vertrok het Stadswaterkantoor naar een nieuwe locatie en werd de toren grondig gerestaureerd.
Vanaf 2007 stond hij leeg omdat de gemeente geen huurder kon vinden die bereid was 9000 euro per maand te betalen. Van de zomer van 2010 tot 2013 werd hij voor een veel lager bedrag verhuurd aan de Stichting Secret Garden, een belangenorganisatie die opkomt voor homoseksuele, biseksuele en transgendermoslims. Sinds 2014 zit het kantoor van Private Boat Tours in de toren.

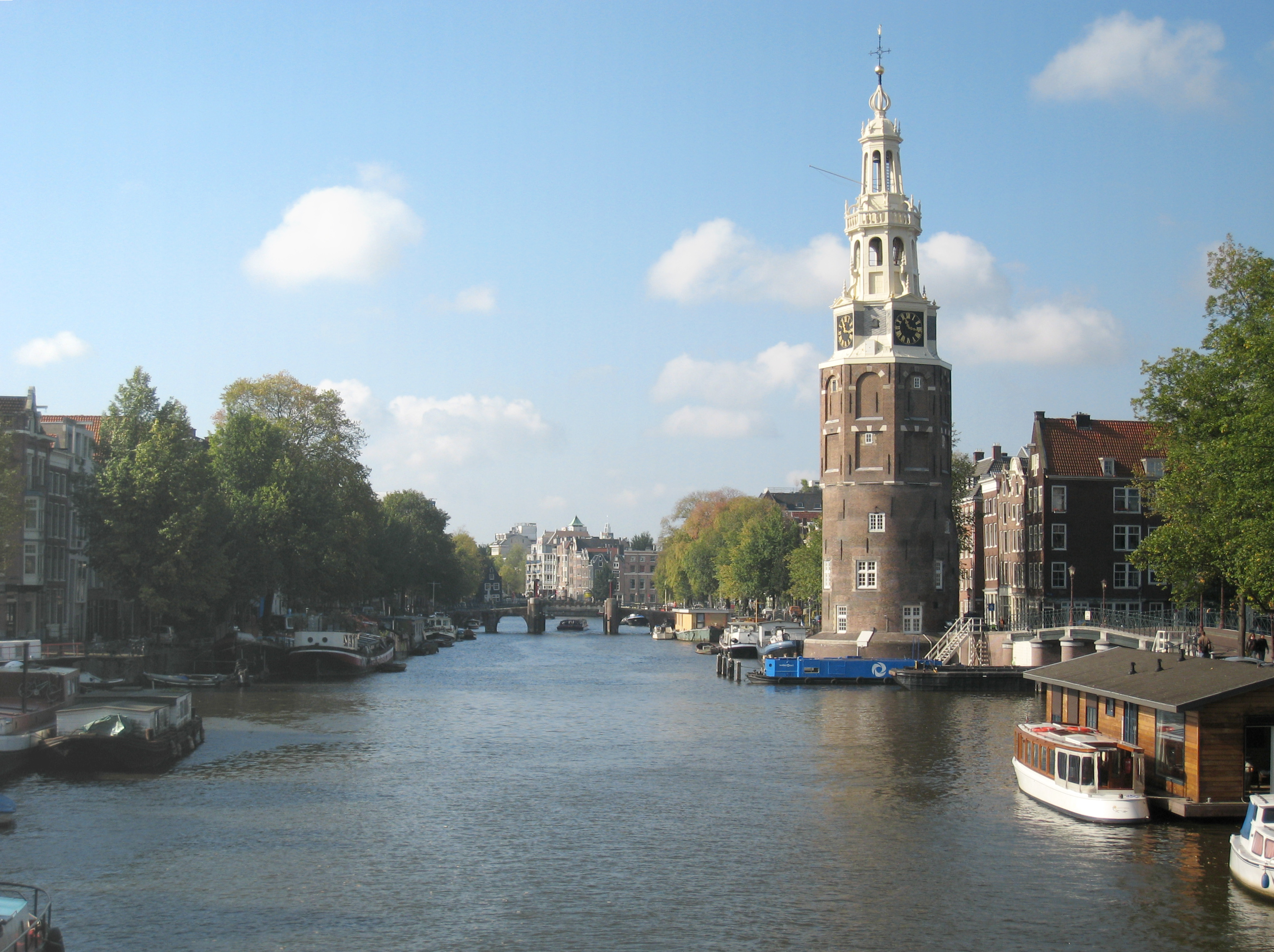
De Montelbaanstoren aan de Oude Schans
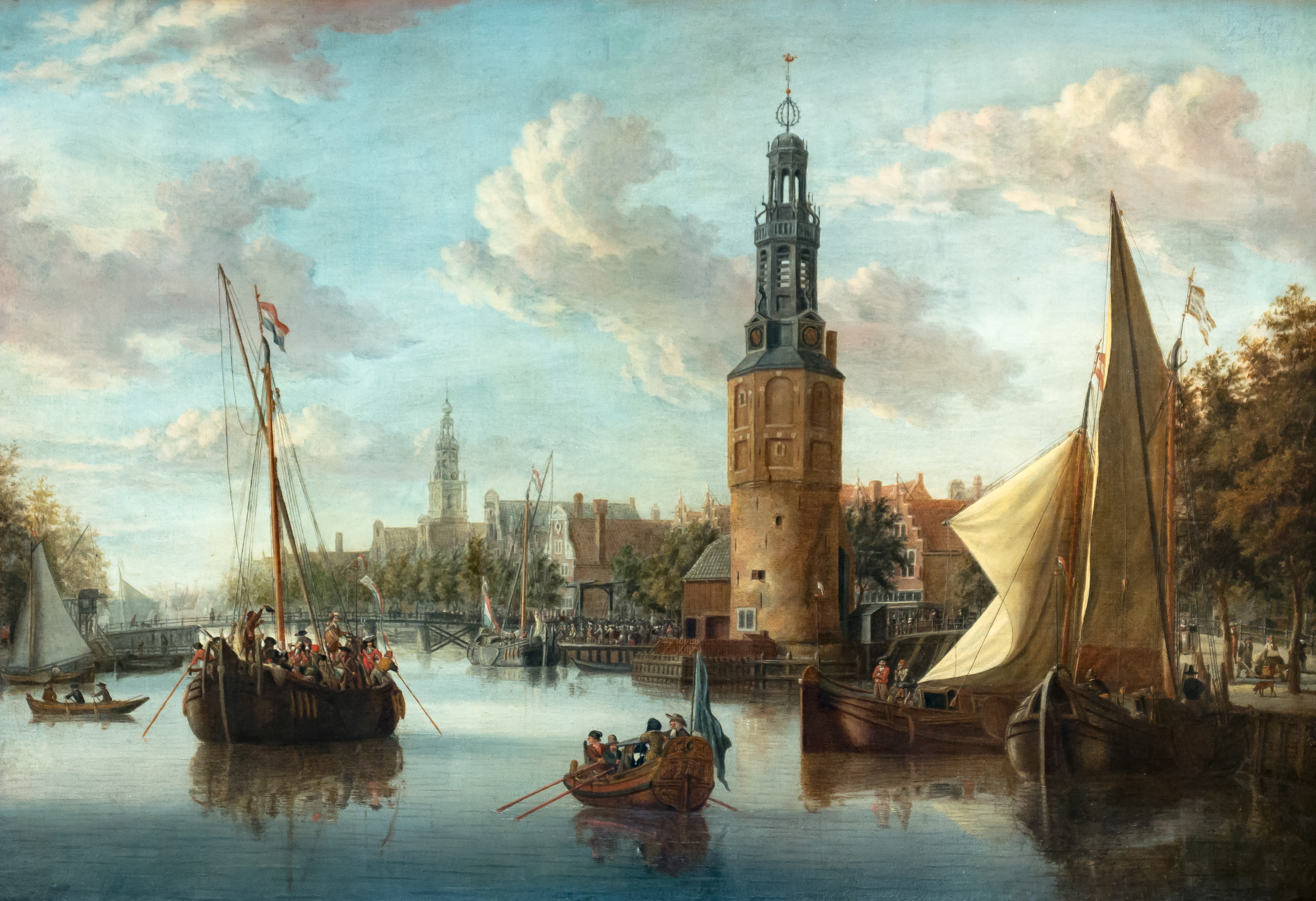
De toren op een schilderij van Abraham Storck van 1682
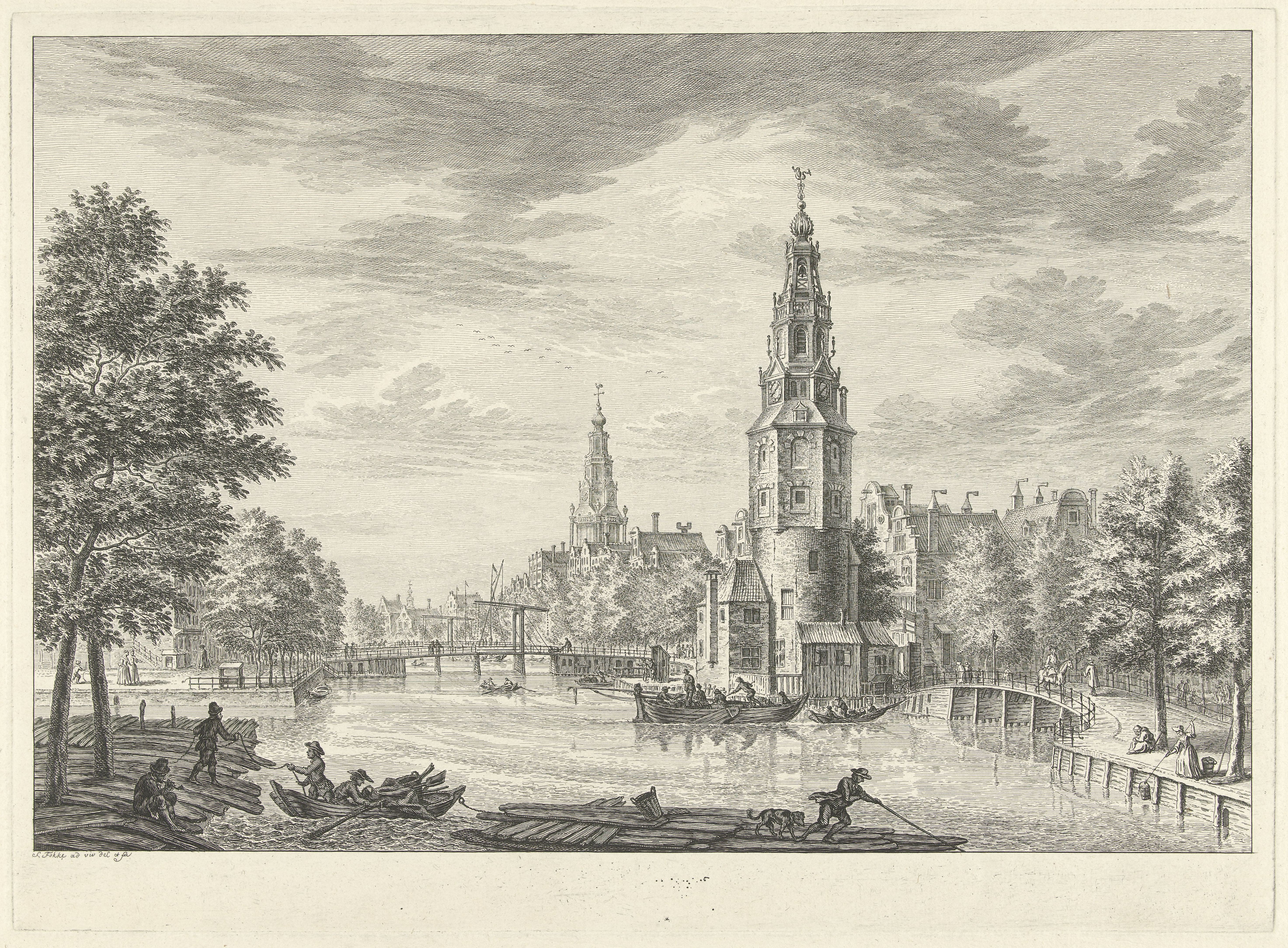
Simon Fokke, Gezicht op de Montelbaanstoren langs de Oude Schans te Amsterdam (tussen 1760 en 1784)